# Bokrijk (domein)
Het Provinciaal Domein Bokrijk is een 550 hectare groot domein, gelegen in de Belgische stad Genk. Het is overwegend bekend om zijn openluchtmuseum, arboretum en openluchtspeeltuin. Het gebied is Europees beschermd als Natura 2000-gebied (vogelrichtlijngebied BE2200525 'Bokrijk en omgeving' en deels habitatrichtlijngebied BE2200031 'Valleien van de Laambeek, Zonderikbeek, Slangebeek en Roosterbeek met vijvergebieden en heiden').

## Geschiedenis

### Tot de Franse overheersing
Graaf Arnold IV van Loon en Chiny verkocht op 9 maart 1252 een woud gelegen tussen Genk, Zonhoven en Hasselt aan de vrouwenabdij van Herkenrode te Kuringen bij Hasselt. Dit woud wordt Buscurake of Buksenrake ('buk' = beuk, 'rake' = een strook grond) genoemd, een plaatsnaam die nadien over 'Bouchreyck' evolueerde tot Bokrijk. De cisterciënzerzusters van Herkenrode bouwden er een abdijhoeve, lieten vijvers uitgraven en plantten er bomen. De abdij verhuurde haar grangiae (hoeve) aan 'halfwinnen', d.i. pachters die werkten voor de helft van de opbrengst. Oorspronkelijk maakte het domein deel uit van het grondgebied Hasselt, maar na een twist tussen Hasselt en Herkenrode (1550-1556) kwam het in bezit van Genk.
In 1744-1745 werd de hoeve vervangen door een herenwoning met hoeve. Op de Ferrariskaarten (1744-1745) werd het domein als Boeckraeck vermeld. Het bestond uit een groep gebouwen met rondom tuinen en akkers. Het loofbos wordt Broeckraeckbosch genoemd en ten westen van het bos liggen enkele vijvers, die als Broeckraeck Vijver worden aangeduid. Het domein bleef eeuwenlang in het bezit van de abdij totdat de Franse revolutionairen de abdij in 1797 ophieven en het goed op 22 april van datzelfde jaar verkochten aan Marcel Geelen uit Maastricht, een voormalig minderbroeder.

### Veel eigenaars
Vanaf de secularisatie in 1797 werden de gebouwen verwaarloosd. Marcel Geelen bleef eigenaar tot 1826, wanneer Willem Boddin, eveneens uit Maastricht afkomstig, eigenaar werd. Van 1850 tot 1859 was de liberale politicus Jacques Coghen, voormalig minister van Financiën, eigenaar van het domein. In 1890 werd Edgard Maris-Vanhees eigenaar van Bokrijk. De familie Maris-Vanhees liet datzelfde jaar het vervallen woongedeelte afbreken, maar spaarde de bijgebouwen. Ze bouwden op de plaats van de vroegere woning een neoclassicistisch kasteel, dat ze echter niet konden voltooien. Het Engels park dat ze lieten aanleggen was naar ontwerp van Jan Hubert Creten. Ze verkochten in 1896 het kasteel en het domein aan graaf Ferdinand de Meeûs en zijn vrouw Idalie de Potesta, die het voltooide. Net zoals Maris-Vanhees deed graaf de Meeûs aan bosbouw en houtverkoop. De graaf baatte op het domein tot aan het uitbreken van de Eerste Wereldoorlog eveneens een ijzerwinning uit. Tijdens de oorlog verkocht hij het domein en het kasteel aan een Duitse familie. In 1919 legde de Belgische staat er beslag op en verkocht het aan de S.V. Middenkredietkas van de Belgische Boerenbond in 1928. Bokrijk werd ingericht als modellandbouwuitbating. Deze modellandbouwuitbating mislukte door de crisis en het faillissement van de Boerenbond.

### Provincie Limburg
Op 21 maart 1938 werd Bokrijk door de provincie Limburg verworven. Promotor voor deze aankoop was de toenmalige provinciegouverneur Hubert Verwilghen. Hij koesterde het idee om een cultuur- en natuurproject met elkaar te verbinden. De visie Verwilghen kreeg pas vele jaren later concrete invulling. Gouverneur Louis Roppe wordt onder andere door contacten met antropoloog Paul Lindemans voorstander van het idee van een openluchtmuseum. Op 6 oktober 1953 besloot de deputatie van de provincie Limburg onder impuls van de gouverneur om in Bokrijk een openluchtmuseum op te richten. In 1954 wordt het museum officieel opgericht door onder anderen Jozef Weyns en Paul Lindemans. Met de naoorlogse industriële versnelling en de toenemende welvaart in de vijftiger jaren dreigde het Vlaamse woonlandschap in korte tijd verloren te gaan. Men wilde met het museum verhinderen dat gebouwen met culturele of historische waarde definitief zouden verdwijnen. Jozef Weyns werd aangesteld als coördinator van het project en was de eerste conservator van het openluchtmuseum.

## Provinciaal Domein Bokrijk
Het Provinciaal Domein Bokrijk is 550 hectare groot en ligt te midden van uitgestrekte bos- en natuurgebieden. Het domein is het meeste bekend omwille van zijn openluchtmuseum. Dit is slechts één onderdeel van een groter recreatief geheel. Op het domein werden ook een speeltuin, een arboretum en een geuren- en kleurentuin aangelegd. Verschillende wandelwegen en fietspaden die aansluiten op de routes in Belgisch-Limburg doorkruisen het geheel.
Sinds april 2016 kan men fietsen bij knooppunt 91 van het Limburgse fietsroutenetwerk, via een fietspad van 212 meter lang en 3 meter breed, met het water aan weerszijden op ooghoogte, door een vijver in Bokrijk. Op 11 april 2018 kreeg deze attractie een gerenommeerde prijs: de World Landscape Architecture Award. In augustus 2018 heeft het Amerikaanse weekblad Time Magazine 'Fietsen door het water' in Bokrijk uitgeroepen tot een van de top 100-plekken wereldwijd die men absoluut moet gezien hebben.
In het domein vonden ook verschillende opnames plaats voor televisiereeksen en speelfilms, zoals de tv-reeks Johan en de Alverman en de Suske en Wiske-speelfilm De duistere diamant.

### Openluchtmuseum Bokrijk
Het openluchtmuseum van Bokrijk werd op 12 april 1958 officieel geopend. Een honderdveertigtal gebouwen vormen de kern van de erfgoedcollectie. Naast deze gebouwen bestaat de collectie verder uit gereedschappen en alledaagse gebruiksvoorwerpen. In het totaal omvat dit 30 000 stukken kwetsbaar erfgoed en getuigen van het dagelijkse leven van de 17e eeuw tot 1950.

#### Jozef Weyns
Jozef Weyns was de bezieler en eerste conservator van het Openluchtmuseum Bokrijk. Weyns was academisch actief rond materiële volkscultuur en heemkunde. Vanwege zijn specialisatie werd hij door het Limburgse provinciebestuur aangetrokken om in 1953 te starten met de uitwerking van het openluchtmuseum. Er was toen reeds een bouwsel opgericht, een langgevelhoeve afkomstig uit Lummen. Deze Wellenshoeve is genoemd naar kunstschilder Charles Wellens, die de oprichting ervan begeleidde en enkele typische attributen toevoegde aan het oorspronkelijke gebouw.

#### Gebouwencollectie
Het openluchtmuseum telt 140 historische gebouwen. De kleinere constructies zoals bakovens of rennen voor pluimvee zijn dan niet meegerekend. Hoewel het oudste gebouw van 1507 dateert, bestaat de collectie hoofdzakelijk uit bouwwerken van de late 17e tot einde 19e eeuw. De nadruk ligt in het bijzonder op ruraal erfgoed zoals historische landbouwhoven en -schuren. Daarnaast zijn ook dagelijks belangrijke gebouwen voor het dorpsleven (smid, school, kerk, herberg en handwerkersgebouwen) in de collectie opgenomen. Ook is een straat met stadshuizen gerealiseerd.
Tijdens de vroege opbouw van het openluchtmuseum (1953-1958) werd gericht gezocht naar gebouwen van historisch bouwtechnische waarde of gebouwen met typische stijlkenmerken voor een specifieke regio. De meeste gebouwen verkeerden toen reeds in een vergaande staat van verval. Met het oog op latere reconstructie, werden deze vervallen gebouwen afgebroken. Dit verplaatsen was een tijdrovend proces waarbij men elk object nummerde, intekende in een inventaris en bouwplan en vervolgens nauwgezet heropbouwde. Alle gebouwen restaureerde men hierbij tot in hun meest oorspronkelijke kern.
Al komen de gebouwen uit verschillende streken in Vlaanderen, in Bokrijk zijn zij als representatieve dorpskernen samengebracht. Vlaamse dorpen veranderden niet fundamenteel tussen de late middeleeuwen en de Eerste Wereldoorlog. Het museum brengt een beeld van het dorpsleven tijdens de nieuwe tijd en de vroegmoderne tijd. Door de gewijzigde erfgoedwetgeving in België en Vlaanderen mogen gebouwen van historische waarde enkel nog 'in situ' geconserveerd worden. Gebouwen uit hun oorspronkelijke context halen en elders opbouwen, kan niet meer. Dit betekent dat de gebouwencollectie van het openluchtmuseum van Bokrijk niet meer aangroeit.

#### Het vreemde bos
Beeldend kunstenaar Hugo Duchateau realiseerde in 2002 de installatie 'Het vreemde bos' in het openluchtmuseum. De installatie bestaat uit een twintigtal werken die langs de bospaden van en naar de museumdelen De Kempen, Oost- en West-Vlaanderen en de Oude Stad staan opgesteld. Inhoudelijk onderzoeken Duchateaus werken de symboliek en dubbele bodems van concepten als 'bos', 'wonen', 'bosbewonen' en de relatie 'mens - natuur'. De installatie 'Het vreemde bos' gaat geheel op in zijn omgeving en is hierdoor subtiel en toch bevreemdend aanwezig.

### Arboretum
Bokrijk herbergt een van de omvangrijkste plantencollecties in België. Het park startte in 1965 met de aanleg van het arboretum op een terrein van 18 hectare. Deel van de collectie werd binnen thematische siertuinen uitgewerkt: een mediterrane tuin, een varentuin, een bostuin en een moerastuin. In Bokrijk kan men de nationale bamboecollectie bezoeken. Het arboretum bezit daarnaast ook de grootste referentiecollectie voor hulst (Ilex) in Europa. Het arboretum is als officiële proeftuin voor hulst verbonden aan de Amerikaanse Holly Society. Ook voor rododendron en azalea's is Bokrijk bekend.
Delen van de plantencollectie liggen ook buiten het arboretum. Zo maken de kruidentuin, de moestuin (oude variëteiten) en de historische hoogstamboomgaard deel uit van het openluchtmuseum. Vlak bij het kasteel en de speeltuin van Bokrijk ligt de geuren- en kleurentuin. De collectie van het arboretum van Bokrijk kan worden geraadpleegd via PLANTCOL. Het arboretum is het hele jaar geopend.

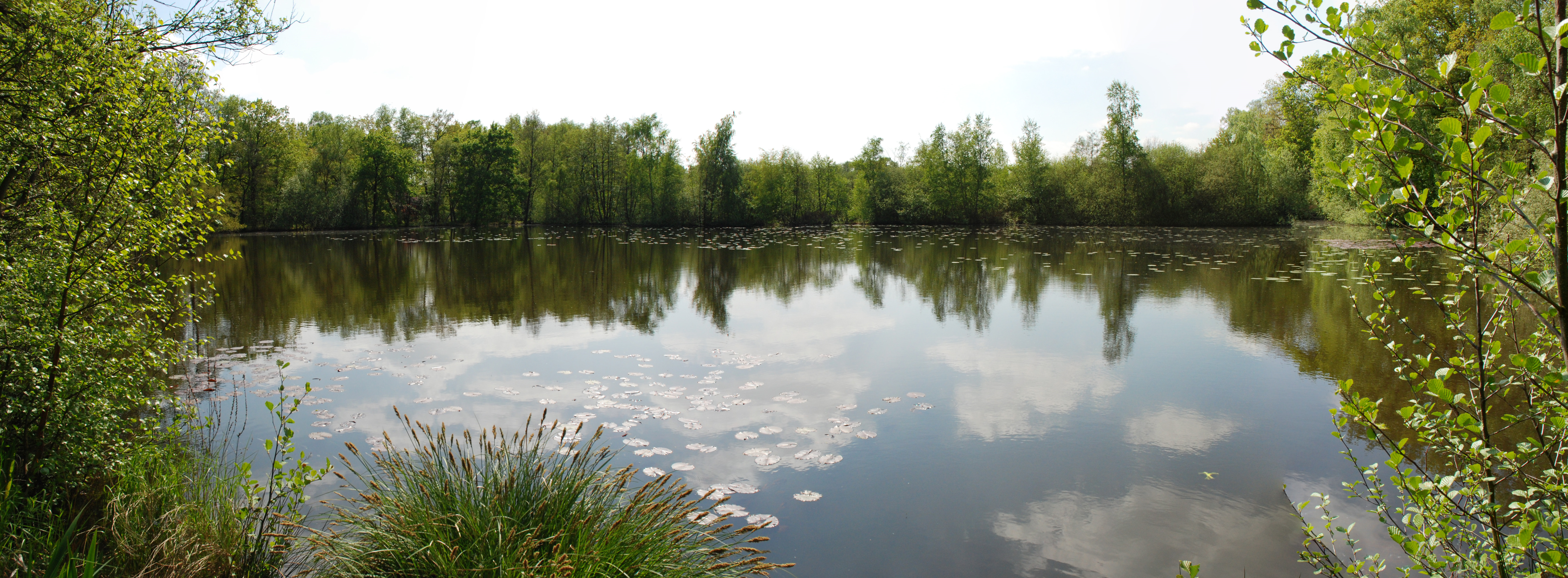
Een vijver in Bokrijk

### Speeltuin
De speeltuin is de grootste gratis speeltuin van België. De eerste speeltuigen in Bokrijk werden in 1951 geplaatst.

## Verwijzingen in strips en tv-series
- Bokrijk is de locatie van de strip Schattenjagers in Bokrijk van Jommeke.
- Bokrijk komt ook voor als locatie in het Suske en Wiske-verhaal De dulle griet.
- In het De Kiekeboes-album Spoken in huis wordt er verwezen naar Bokrijk, als ridder Diederick en zijn knecht Knudde logeren te Bockrijk.
- In aflevering 53 van de televisieserie Postbus X, genaamd Bokrijksdaalders, staat Bokrijk centraal.

## Fotogalerij

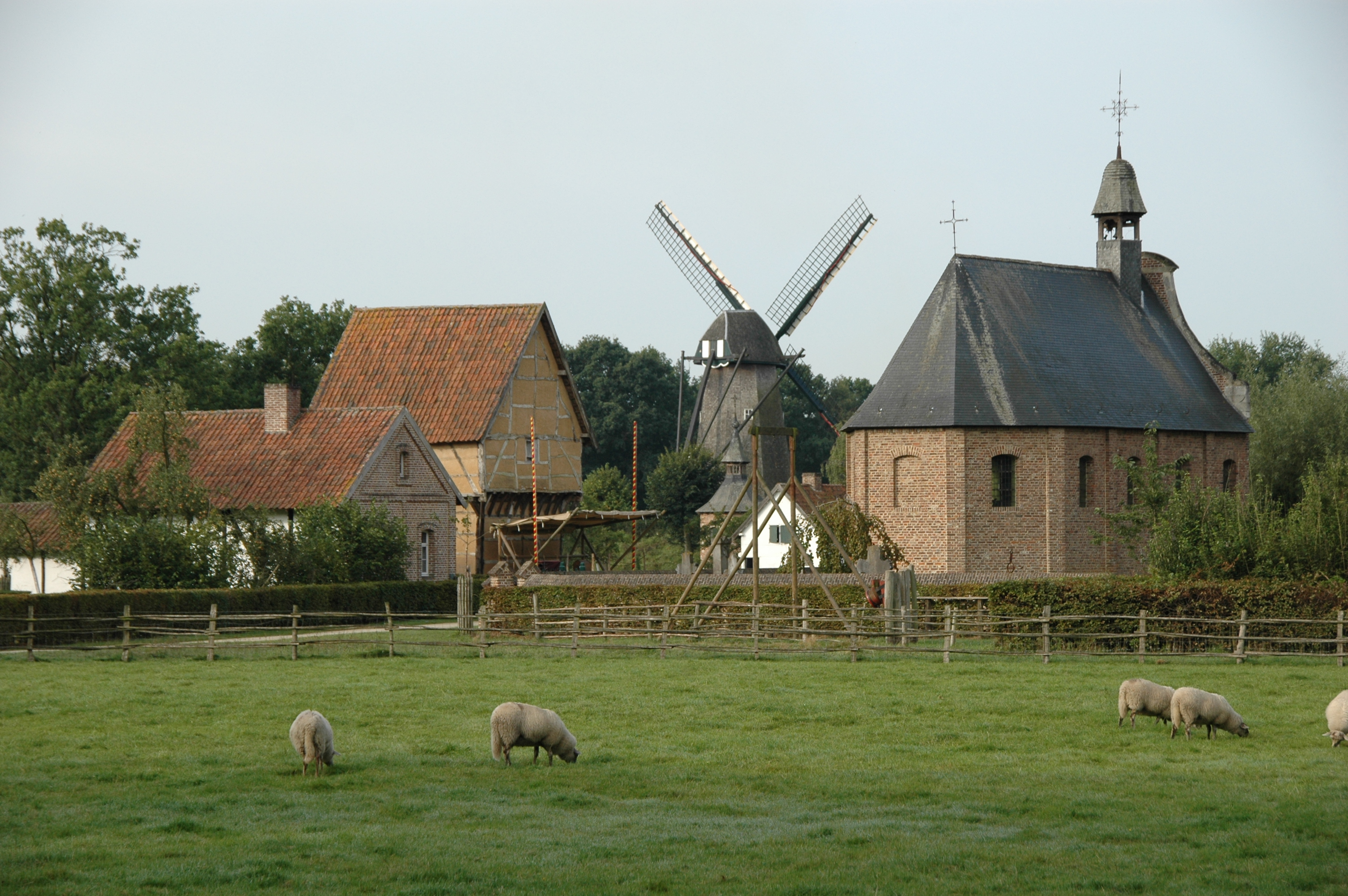
Dorpskern van museumdeel Haspengouw
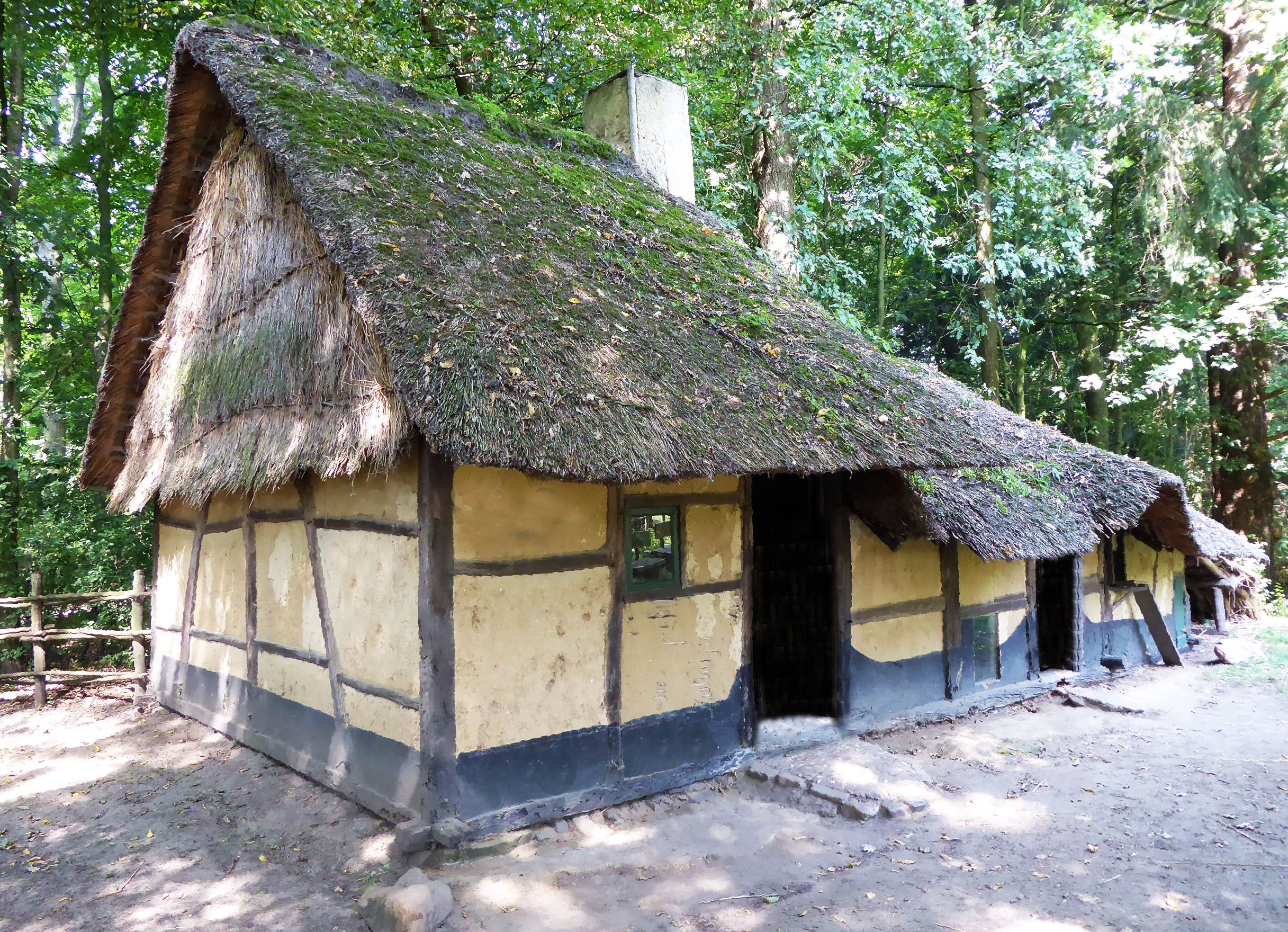
'Kelderhut' - Reconstructie van een kuilwoning, een van de meest primitieve woonvormen uit de Kempen
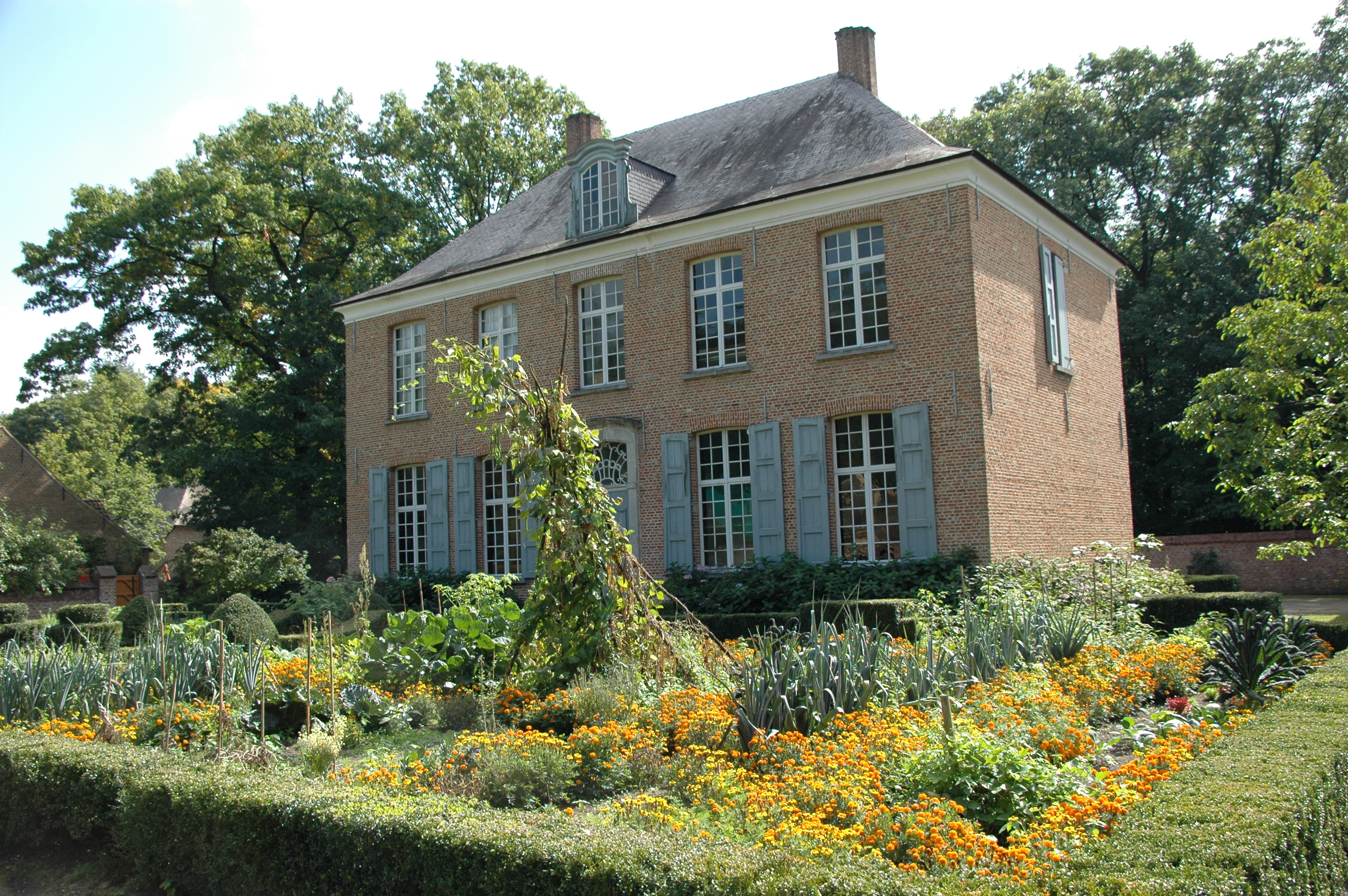
Pastorij van Schriek
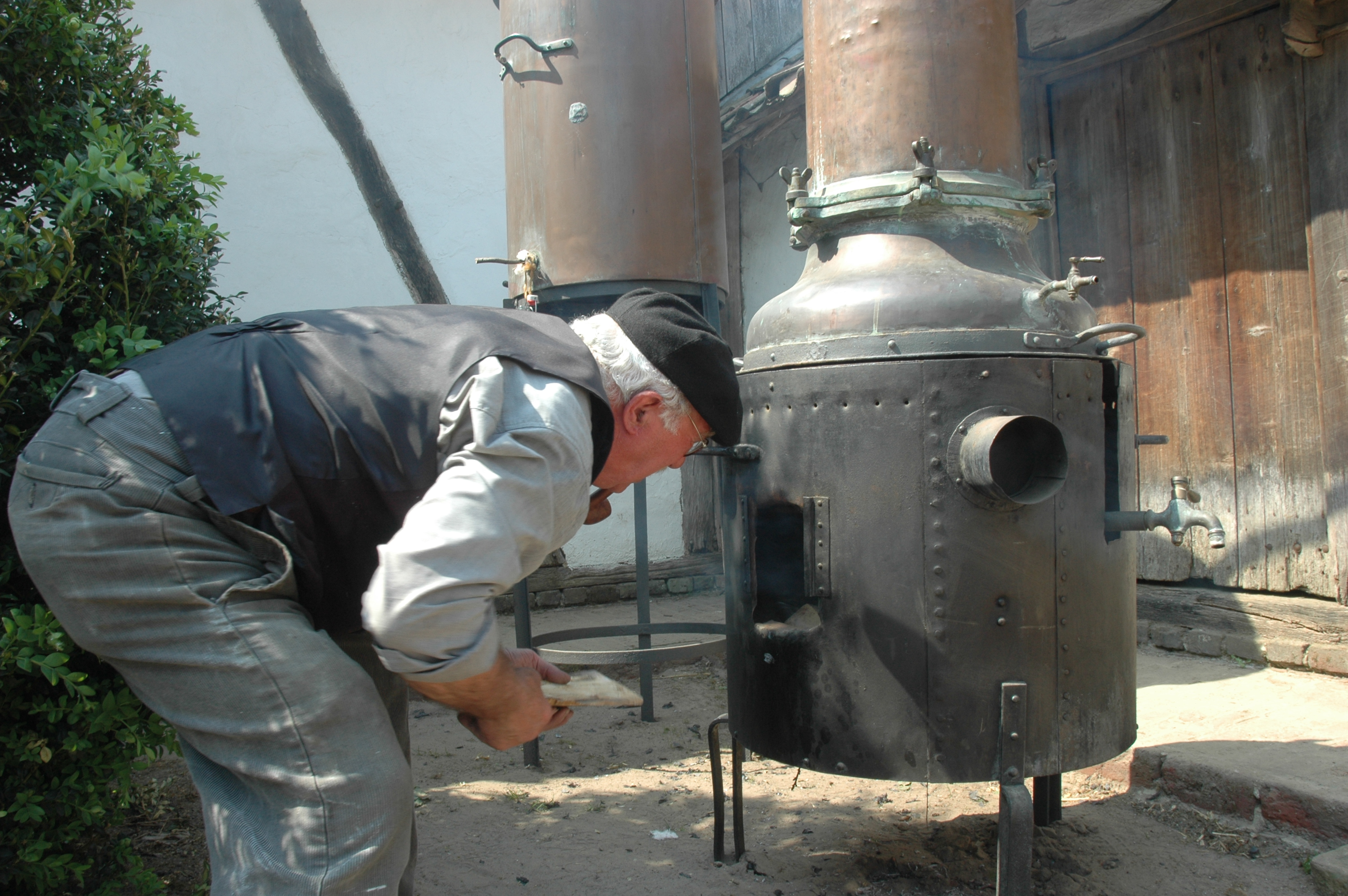
Verlevendiging en demonstraties - jeneverstoken op authentieke destilleerkuip
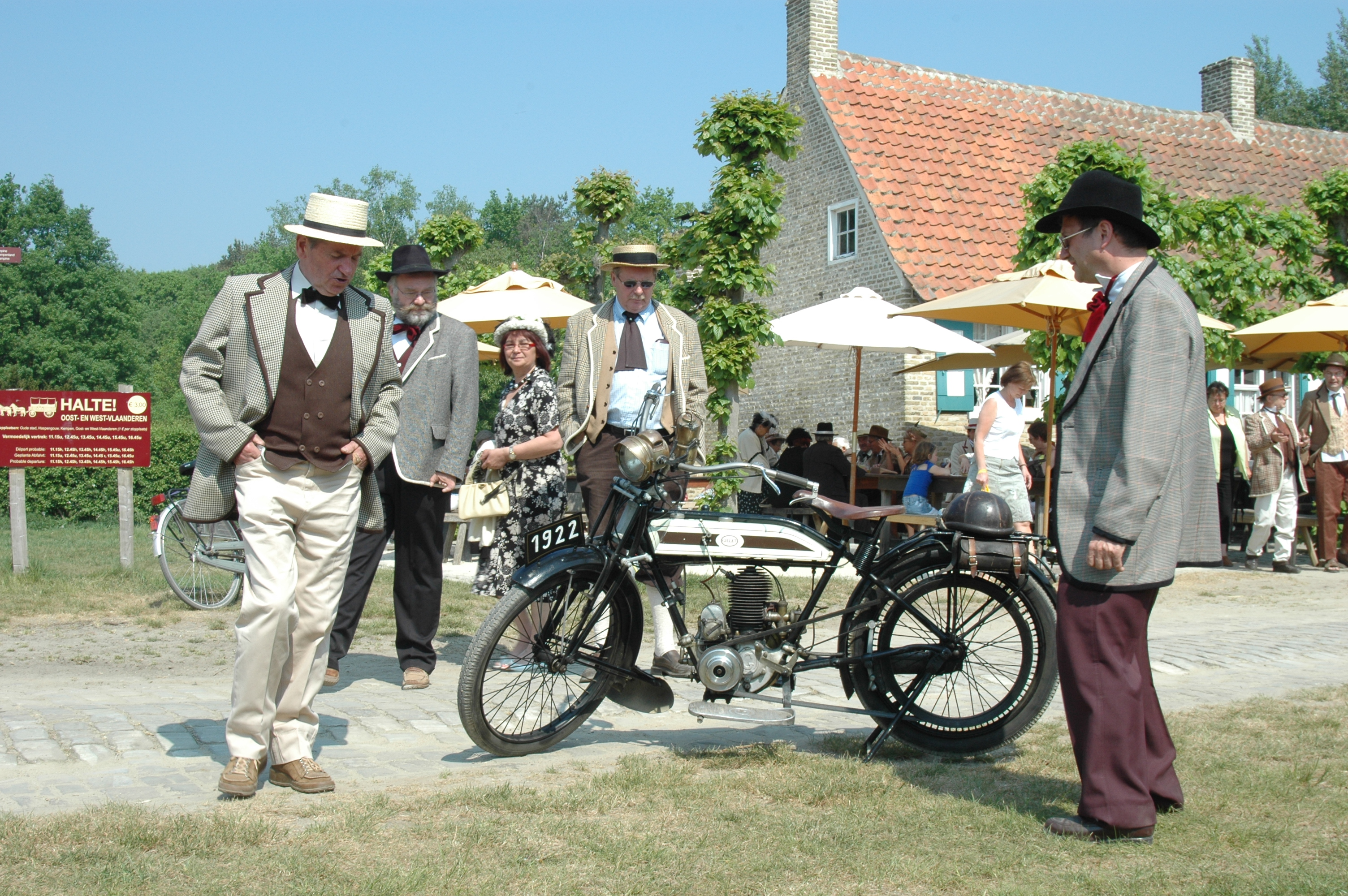
De levende geschiedenis - historische herbeleving met museumevenementen
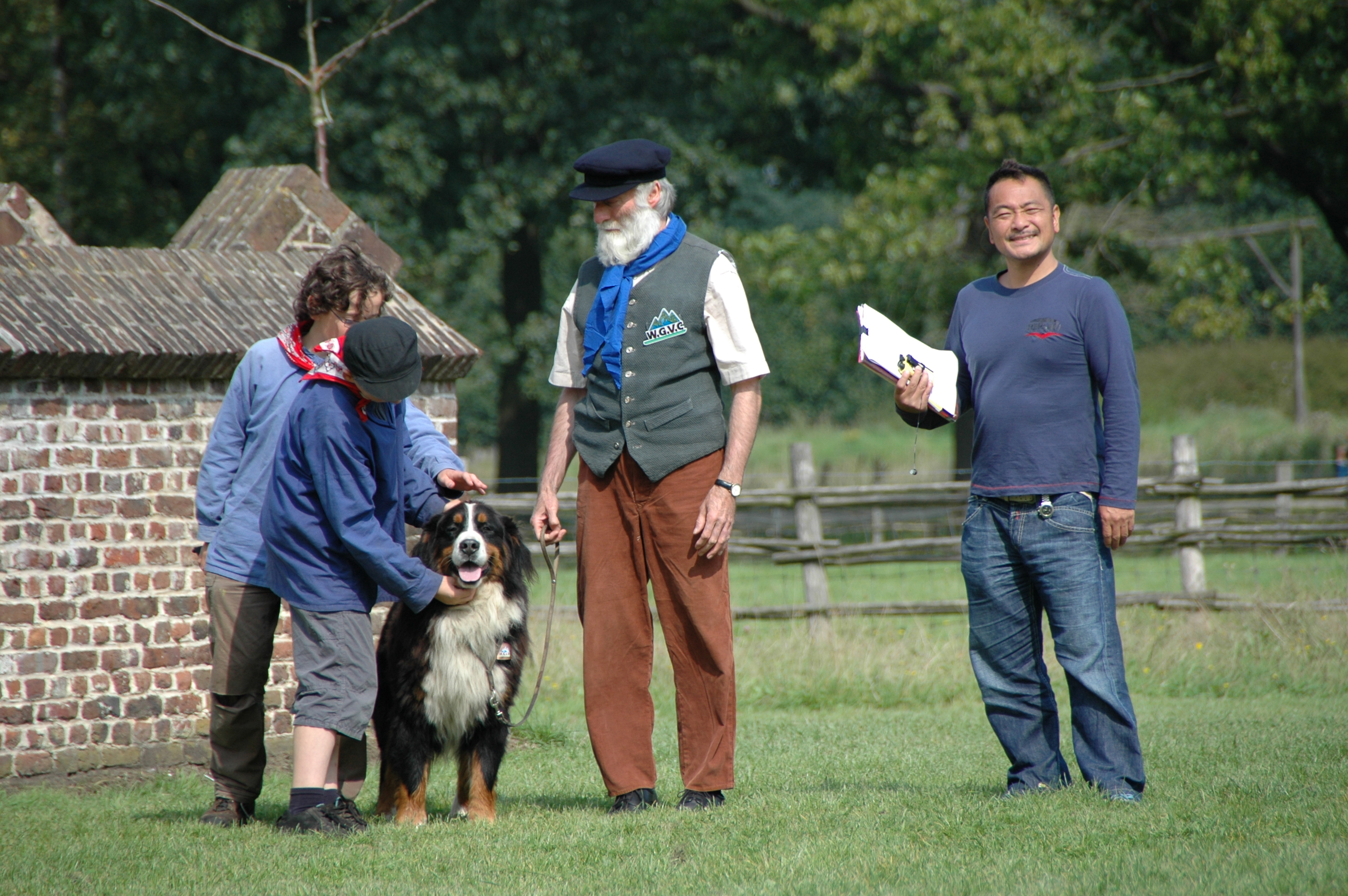
Bokrijk als filmset - opnames Fuji-TV voor A dog of Flanders / Flanders no Inu (2007)
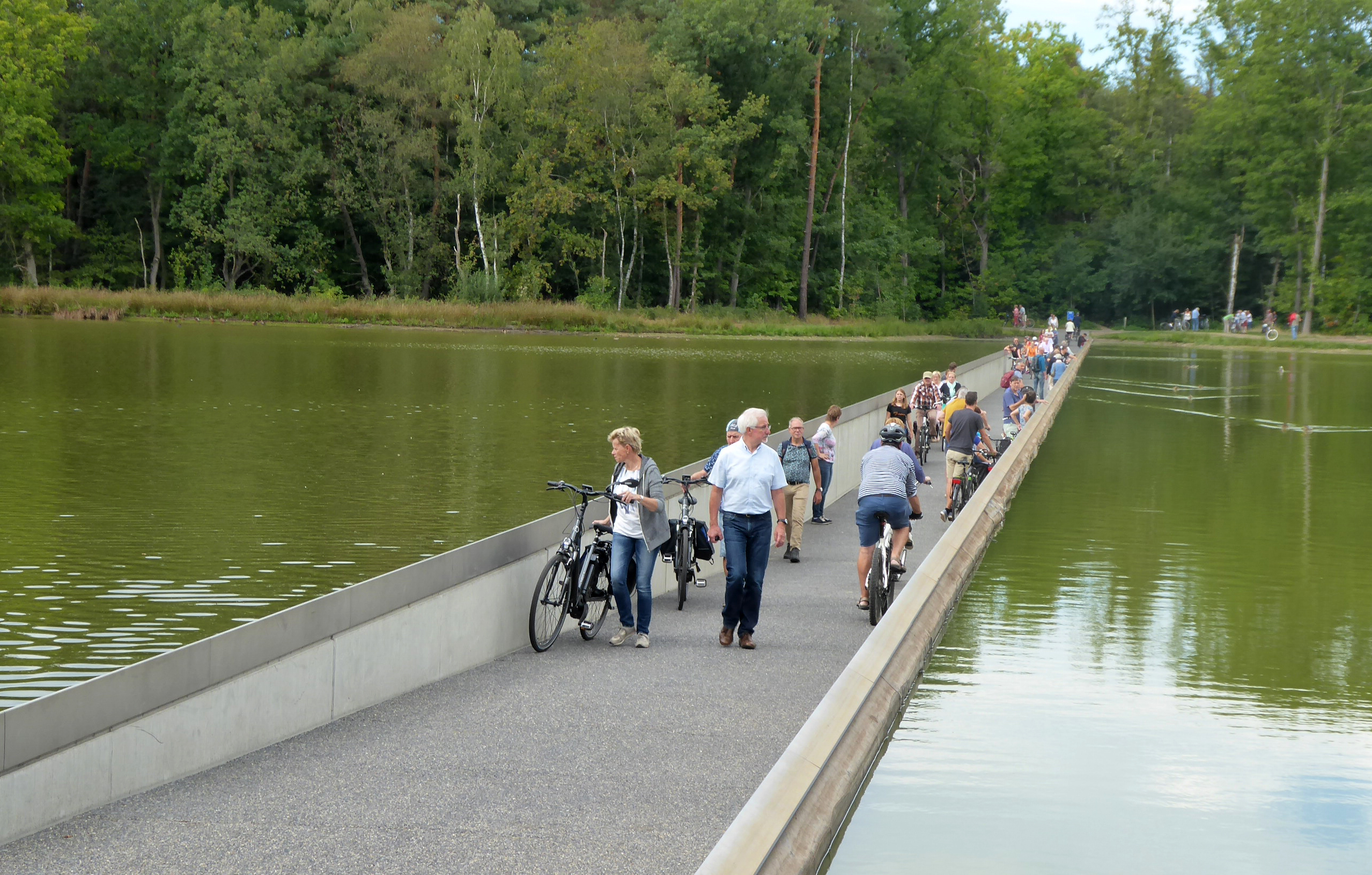
Fietsen (en wandelen) door het water
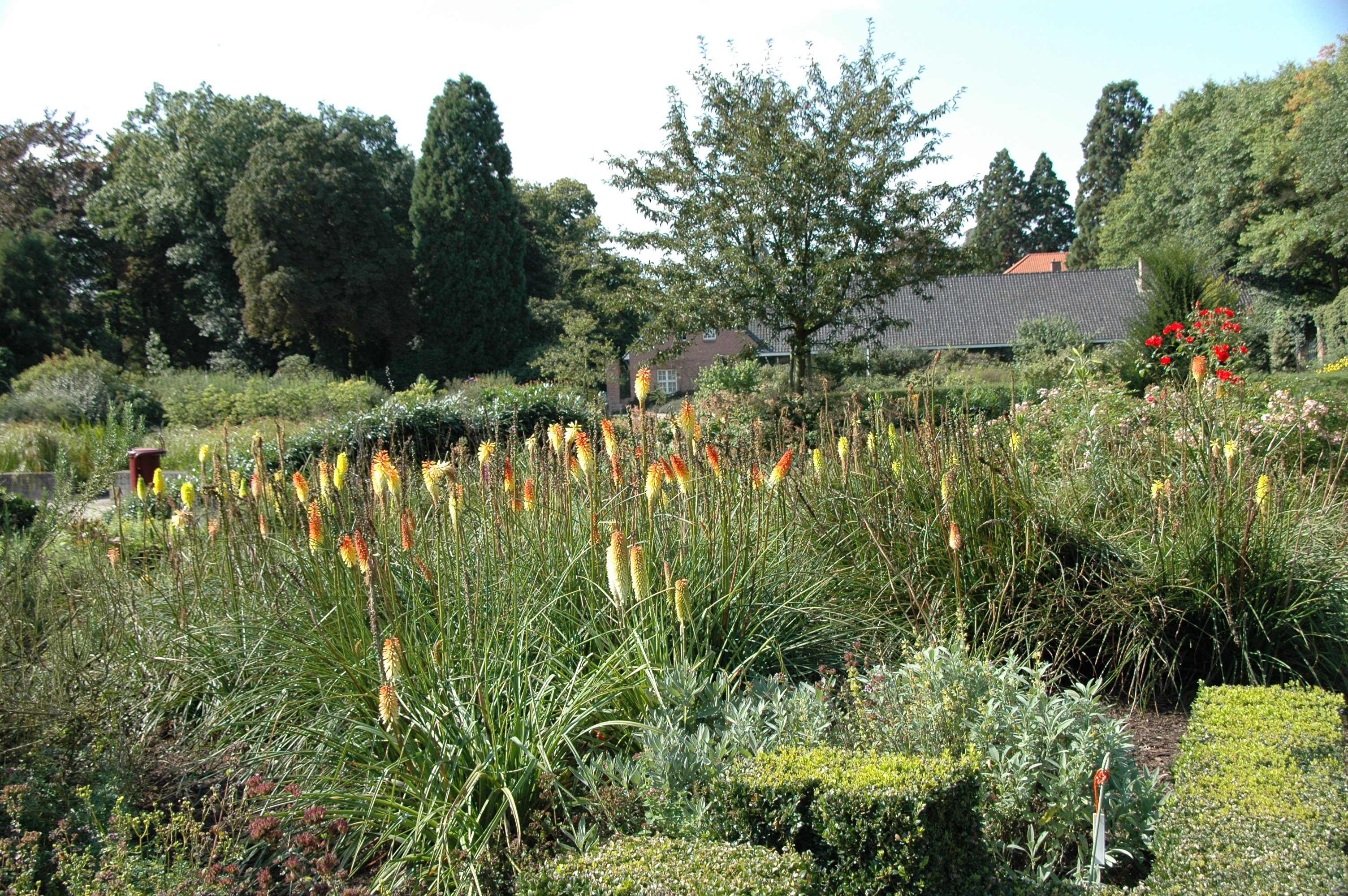
Geuren- en kleurentuin bij het kasteel van Bokrijk
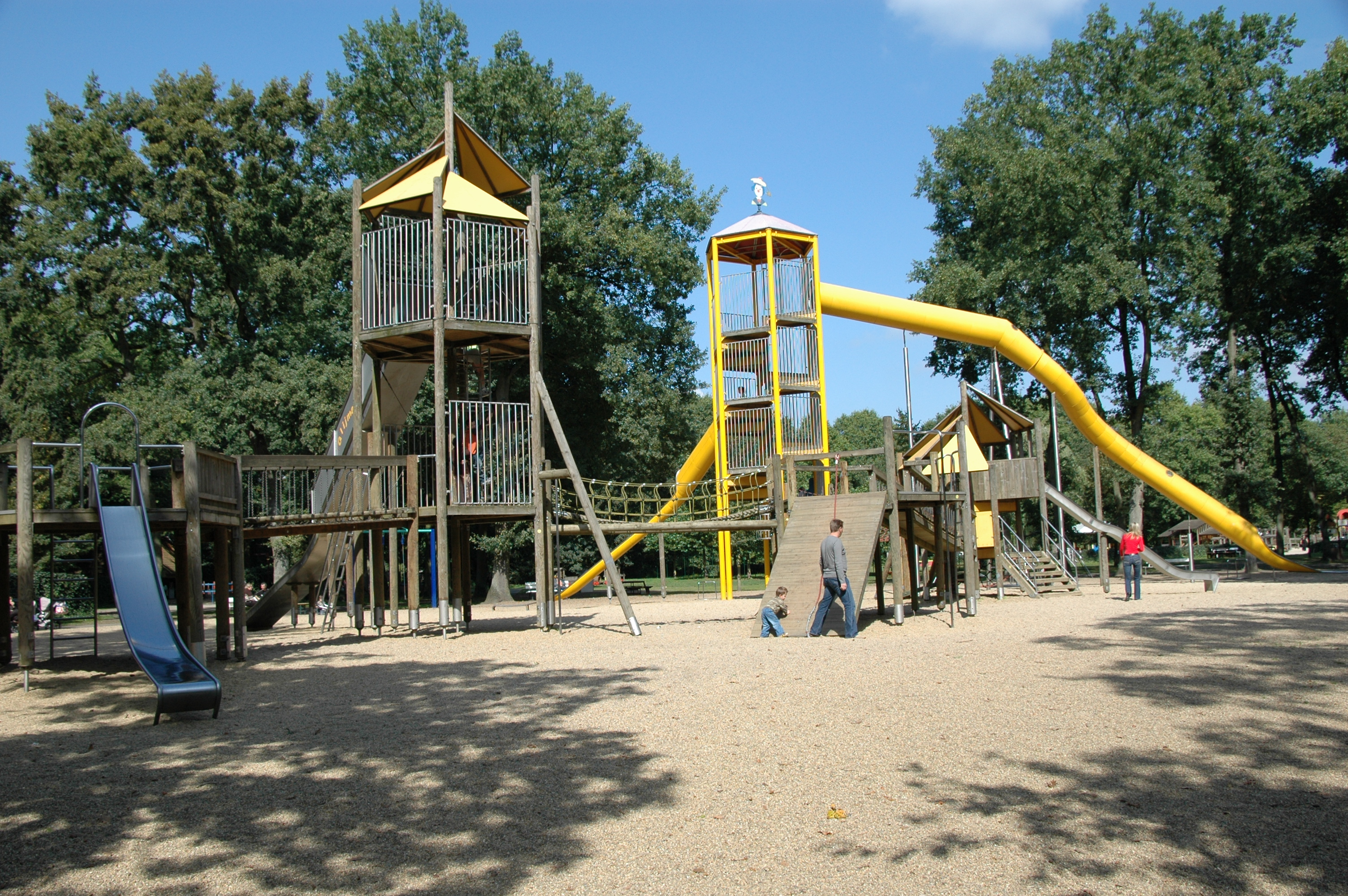
Openluchtspeeltuin van Bokrijk
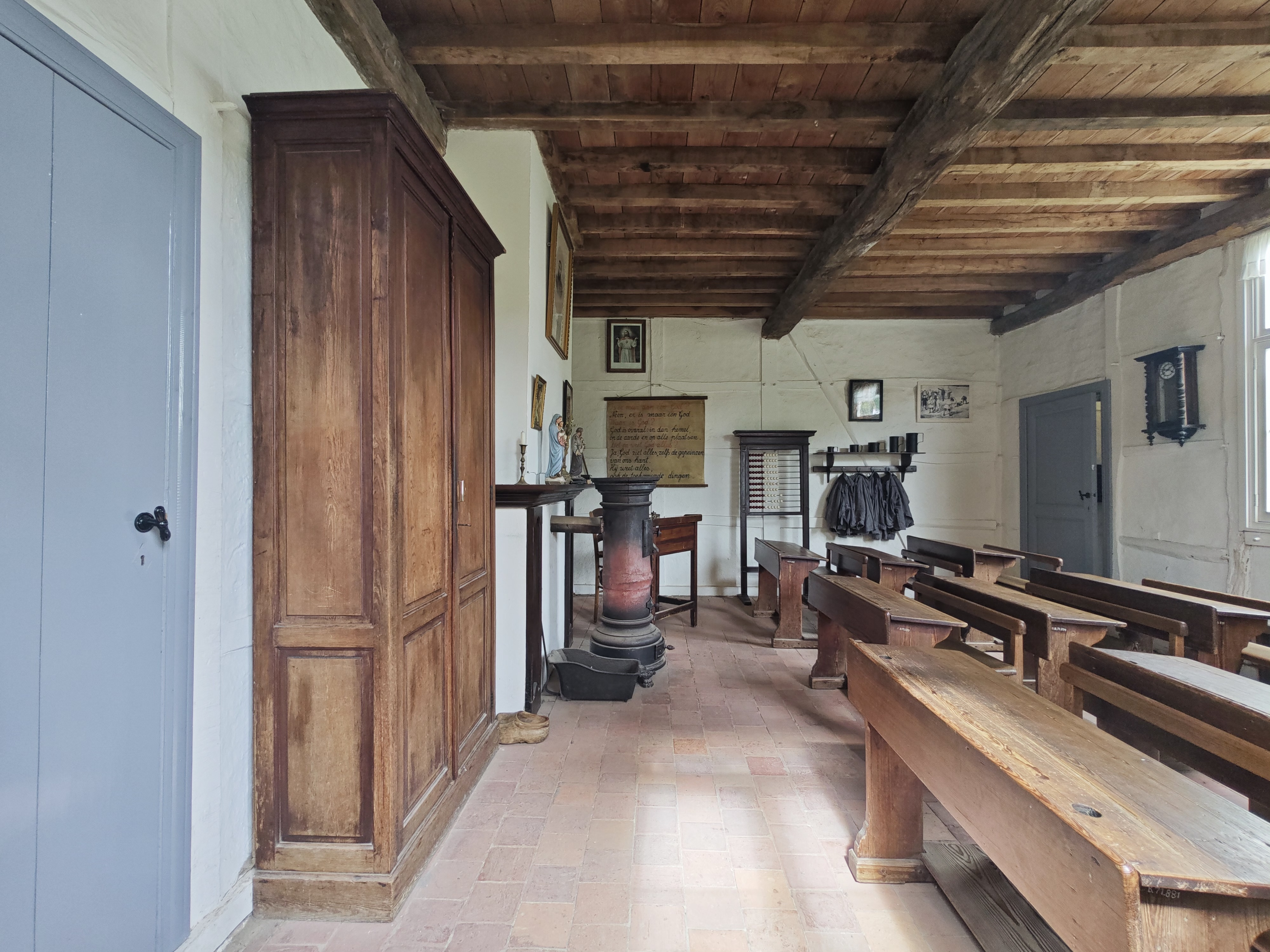
klaslokaal van Bokrijk